# Kaetlyn Osmond
Kaetlyn Osmond (Marystown, Terra Nova e Labrador, 5 de dezembro de 1995), é uma patinadora artística canadense, que compete no individual feminino. Ela foi medalhista de bronze nos Jogos Olímpicos de Inverno de 2018, campeã do Campeonato Mundial de 2018, medalhista de prata do Campeonato Mundial de 2017, campeã do Skate Canada International de 2012 e do Nebelhorn Trophy de 2012, e conquistou por três vezes o título do campeonato nacional canadense (2013, 2014 e 2017). Nos Jogos Olímpicos de Inverno de 2014 em Sóchi, Osmond recebeu a medalha de prata na competição por equipes, e terminou na décima terceira posição no individual feminino. Nos Jogos Olímpicos de Inverno de 2018 em PyeongChang, ela foi campeã olímpica na competição por equipes.

## Principais resultados
| Resultados | Resultados      | Resultados        | Resultados    | Resultados        | Resultados      | Resultados      | Resultados    | Resultados        | Resultados       | Resultados        | Resultados    | Resultados    |
| Internacional | Internacional   | Internacional     | Internacional | Internacional     | Internacional   | Internacional   | Internacional | Internacional     | Internacional    | Internacional     | Internacional | Internacional |
| Evento/Temporada | 2008– 2009      | 2009– 2010        | 2010– 2011    | 2011– 2012        | 2012– 2013      | 2013– 2014      | 2014– 2015    | 2015– 2016        | 2016– 2017       | 2017– 2018        |               |               |
| --- | --------------- | ----------------- | ------------- | ----------------- | --------------- | --------------- | ------------- | ----------------- | ---------------- | ----------------- | ------------- | ------------- |
| Jogos Olímpicos |                 |                   |               |                   |                 | 13.ª            |               |                   |                  | Medalha de bronze |               |               |
| Campeonato Mundial |                 |                   |               |                   | 8.ª             | 11.ª            |               |                   | Medalha de prata | Medalha de ouro   |               |               |
| Campeonato dos Quatro Continentes |                 |                   |               |                   | 7.ª             |                 |               | 6.ª               | 4.ª              |                   |               |               |
| GP Grand Prix Final |                 |                   |               |                   |                 |                 |               |                   | 4.ª              | Medalha de bronze |               |               |
| GP Cup of China |                 |                   |               |                   |                 |                 |               |                   | Medalha de prata |                   |               |               |
| GP Internationaux de France |                 |                   |               |                   |                 |                 | WD            |                   |                  | Medalha de bronze |               |               |
| GP NHK Trophy |                 |                   |               |                   |                 |                 |               | 6.ª               |                  |                   |               |               |
| GP Rostelecom Cup |                 |                   |               |                   |                 | WD              |               |                   |                  |                   |               |               |
| GP Skate Canada International |                 |                   |               |                   | Medalha de ouro | WD              | WD            | 11.ª              | Medalha de prata | Medalha de ouro   |               |               |
| CS Autumn Classic International |                 |                   |               |                   |                 |                 |               |                   |                  | Medalha de ouro   |               |               |
| CS Finlandia Trophy |                 |                   |               |                   |                 |                 |               |                   | Medalha de ouro  |                   |               |               |
| CS Nebelhorn Trophy |                 |                   |               |                   | Medalha de ouro |                 |               | Medalha de ouro   |                  |                   |               |               |
| Internacional – Júnior |                 |                   |               |                   |                 |                 |               |                   |                  |                   |               |               |
| Campeonato Mundial Júnior |                 |                   |               | 10.ª              |                 |                 |               |                   |                  |                   |               |               |
| JGP JGP Japão |                 |                   | 9.ª           |                   |                 |                 |               |                   |                  |                   |               |               |
| JGP JGP República Tcheca |                 |                   | 10.ª          |                   |                 |                 |               |                   |                  |                   |               |               |
| Nacional |                 |                   |               |                   |                 |                 |               |                   |                  |                   |               |               |
| Campeonato Canadense |                 |                   |               | Medalha de bronze | Medalha de ouro | Medalha de ouro |               | Medalha de bronze | Medalha de ouro  | Medalha de prata  |               |               |
| Campeonato Canadense – Júnior |                 |                   | 6.ª           |                   |                 |                 |               |                   |                  |                   |               |               |
| Campeonato Canadense – Noviço | Medalha de ouro | Medalha de bronze |               |                   |                 |                 |               |                   |                  |                   |               |               |
| Equipes |                 |                   |               |                   |                 |                 |               |                   |                  |                   |               |               |
| Jogos Olímpicos |                 |                   |               |                   |                 | 2T/5P           |               |                   |                  | 1T/3P             |               |               |
| Troféu Mundial por Equipes |                 |                   |               |                   | 2T/7P           |                 |               |                   |                  |                   |               |               |
| |                 |                   |               |                   |                 |                 |               |                   |                  |                   |               |               |
| Legenda: GP = Grand Prix; CS = Challenger Series; JGP = Grand Prix Júnior; WD = Abandonou; T = Posição da equipe; P = Posição individual; Competição não foi disputada nesta temporada |                 |                   |               |                   |                 |                 |               |                   |                  |                   |               |               |